# Alfred von Schlieffen
Alfred Graf von Schlieffen (Porosz Királyság, Berlin, 1833. február 28. – Német Birodalom, 1913. január 4.) német gróf, katona, tábornagy (Generalfeldmarschall), a német Nagyvezérkar (Große Generalstab) főnökeként (Chef des Großen Generalstabs) 1891 és 1905 között a Német Hadsereg (Deutsches Heer) és az annak legfontosabb részét képező Királyi Porosz Hadsereg (Königlich Preußische Armee) tényleges vezetője, a később híressé vált ún. Schlieffen-terv kidolgozója.

## Élete
Von Schlieffen 1833. december 28-án született a Porosz Királyság fővárosában, Berlinben. Apja magas rangú porosz katonatiszt volt. 1854-ben lépett be a porosz hadseregbe. Részt vett az Ausztria elleni héthetes, porosz–osztrák–olasz háborúban, majd az 1870–1871-es porosz–francia háborúban. 1876-1884 között a Gárda Ulánusezred (Garde-Ulanenregiment) parancsnoka. 1884-től a Nagyvezérkar hadtörténeti részlegét vezette, 1888-tól főszállásmester (Oberquartiermeister), azaz a Nagyvezérkar főnökének helyettese, 1891-től pedig a német Nagyvezérkar főnöke. 1903-ban vezérezredessé (Generaloberst) léptetik elő. Németországnak ekkoriban kellett szembesülnie az esetleges kétfrontos háború veszélyével, ami Franciaország és Oroszország felől fenyegetett. A Nagyvezérkar folyamatosan készített terveket a háborús felkészülés jegyében, egyes ellenséges országok, vagy ezek különböző koalícióinak esetére. Von Schlieffen tábornagy 1892 és 1906 között több háborús tervváltozatot készített, ezek közül az utolsó, a híres Denkschrift (Feljegyzés, Memorandum)
melyet már a Nagyvezérkar éléről történt távozása (egy lórúgás következtében egészségügyileg szolgálatra alkalmatlanná vált) után, 1906 januárjában készített, nem részletes haditerv, hanem lényegi összefoglaló. Tulajdonképpen a Denkschrift az, amelyet igazából a Schlieffen-tervként ismerünk, ez Oroszország 1904-1905-ös orosz-japán háborúban elszenvedett csúfos veresége után lehetségesnek tartott Franciaország gyors lerohanását és a francia hadsereg szétverését a német főerők (7 összfegyvernemi hadsereg és 4 lovashadtest) bevetésével, még a keleti fronton Oroszország ellen 1 német hadsereg (a 8. Hadsereg) és az osztrák-magyar haderő védekezne. 
A franciák fölötti gyors nyugati győzelem után, még a lassú orosz mozgósítás befejezése előtt pedig megérkeznének a keleti frontra a nyugatról átdobott, diadalmas német főerők. A terv lényegében abból állt, hogy a haditechnika gyors fejlődése (gyorstüzelő ágyúk, géppuska, aknamezők, szögesdrót) megerősödött a védelem, emiatt egy európai általános háború esetén minden bizonnyal állóháború alakul ki, melyet csak egy korai, meglepetésszerű és gyors, elsöprő erejű támadással lehet megelőzni, amelynek célpontja Franciaország és a francia hadsereg. A Schlieffen-terv a német támadó szellemiségű mozgóháború (Bewegungskrieg) koncepcióján alapult. A tábornagyot ez a hadműveleti terv tette híressé. Schlieffen utóda a német Nagyvezérkar élén, az ifjabb Moltke vezérezredes alapvetően átdolgozta elődje tervét, egyes hadtörténészek szerint sokat rontott rajta. Alapvető jelentőségű, hogy 1906 és 1914 között megváltoztak a körülmények, Franciaország és Oroszország hadserege nemcsak jelentősen megerősödött, de az orosz haderő sokkal gyorsabban mozgósíthatóvá vált a francia töke segítségével kiépített új orosz stratégiai vasútvonalak révén. Mind Schlieffen eredeti koncepciója, mind Moltke módosított terve tartalmazott hibákat és tévedéseket, amelyek később az első világháborúban felszínre is kerültek. Ezt azonban az 1911-ben nyugállományú tábornaggyá (Generalfedlmarschall) előléptetett Alfred von Schlieffen már nem érte meg, a háború előtt egy évvel, 1913. január 4-én meghalt.

## Hatása
Habár terve nem vált be a nagy háborúban és állóháború alakult ki, Schlieffen nagy hatást ért el a hadászat történetében. Jelentősen befolyásolta a következő nemzedék tábornokainak a gondolkodásmódját. Elsősorban a hadseregek manőverezésének elméleti terén alkotott maradandót, a katonai akadémiákon mind a mai napig kötelező tananyag. Schlieffen elképzeléseit felhasználva dolgozta ki egy német katonai vezetőkből álló csoport a Blitzkrieg, azaz a villámháború elvét.

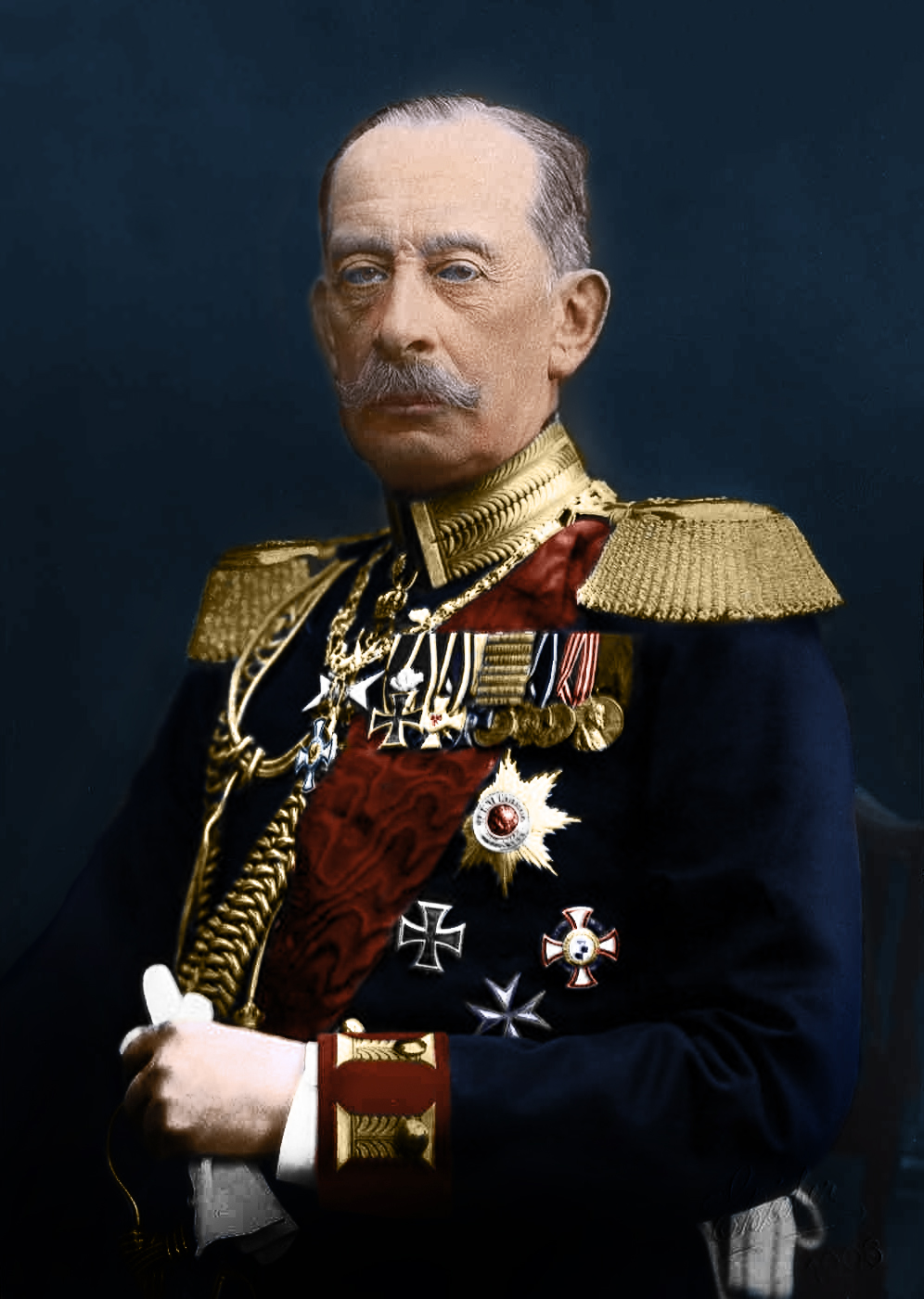
Alfred von Schlieffen tábornagy.
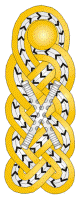
Porosz tábornagy rangjelzése (1871-1918).
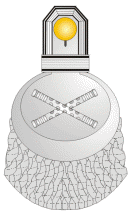
Porosz tábornagy rangjelzése díszegyenruhán (1871-1918).
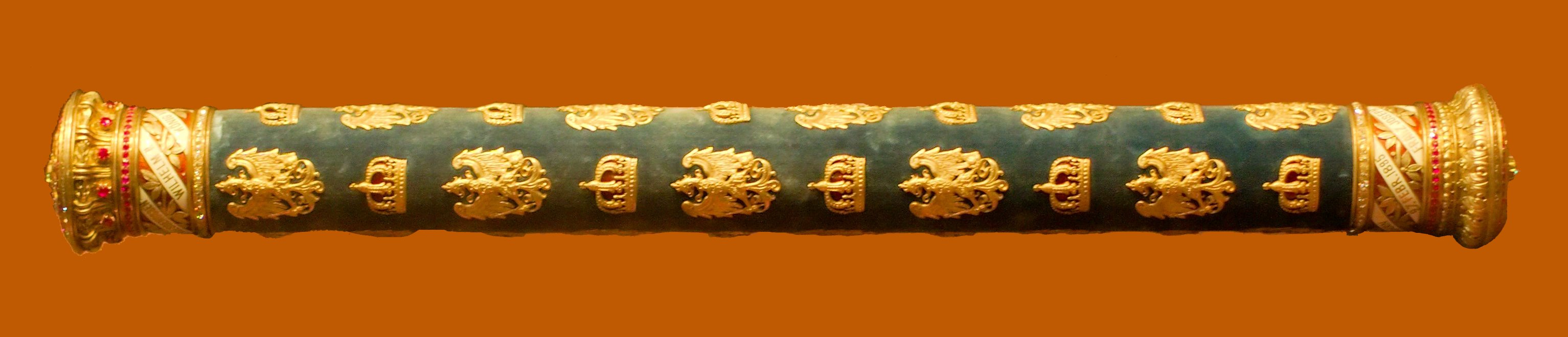
Porosz tábornagyi marsallbot (Marschallsstab).